# 若拉-芒蒂
若拉-芒蒂（法語：Jorat-Menthue）是瑞士联邦西部法语区的沃州下设的一个镇。在行政上属于沃州格罗区管辖。若拉-芒蒂的总面积为17.65平方公里。截至2010年底，总人口为1,304。

## 历史
2011年7月1日，蒙托比翁-夏尔多内、佩内勒若拉、索唐、维拉尔芒德拉、维拉尔蒂耶尔瑟兰五个市镇合并，若拉-芒蒂镇正式成立。

## 地理
西部以芒蒂河（La Mentue）为界。